# Veľká Tŕňa
Veľká Tŕňa (Hongaars: Nagytoronya) is een Slowaakse gemeente in de regio Košice, en maakt deel uit van het district Trebišov.
Veľká Tŕňa telt 446 inwoners.